# Erfasst, verfolgt, vernichtet: Kranke und behinderte Menschen im Nationalsozialismus
Erfasst, verfolgt, vernichtet: Kranke und behinderte Menschen im Nationalsozialismus ist der Name einer Wanderausstellung. Sie wurde 2014 im Deutschen Bundestag unter der Schirmherrschaft von Bundespräsident Joachim Gauck eröffnet. Angestoßen wurde sie 2010 von Frank Schneider, früherer Präsident der Deutschen Gesellschaft für Psychiatrie und Psychotherapie, Psychosomatik und Nervenheilkunde (DGPPN). Das Projekt leiten Frank Schneider (DGPPN) in Zusammenarbeit mit Uwe Neumärker, Ulrich Baumann (Stiftung Denkmal für die ermordeten Juden Europas), Andreas Nachama und Britta Scherer (Stiftung Topographie des Terrors). Ausstellungskuratorin ist Petra Lutz.

## Inhalte
Mindestens 250.000 psychisch Kranke und Behinderte wurden im sogenannten Euthanasieprogramm ermordet. Über die „Aktion T4“ hinaus wurden bis zu 10.000 Kinder in über 30 „Kinderfachabteilungen“ ermordet. Psychiater waren maßgeblich an der Zwangssterilisierung von bis zu 400.000 vor allem psychisch kranker und geistig behinderter Menschen beteiligt. Jüdische und politisch missliebige Psychiater wurden verfolgt und aus Deutschland vertrieben. Viele in den Nationalsozialismus verstrickte Psychiater setzten ihre Karriere nach 1945 nahtlos fort. In der Ausstellung werden unter anderem exemplarische Biografien von Tätern und Opfern vorgestellt.

## Ausstellungsorte
Von 2014 bis zum Ende der Reisen war sie national und international an 73 Standorten in 8 verschiedenen Ländern auf 5 Kontinenten zu sehen. Diese Reise der Ausstellung endet im Januar 2020 in Heidelberg.
unter anderem:
- im Deutschen Bundestag, 28. Januar bis 28. Februar 2014[4]
- in der Topographie des Terrors, Berlin, 26. März bis 20. Juli 2014[5]
- beim Landschaftsverband Rheinland, Köln, 17. April 2015 bis 22. Juni 2015[6]
- im Neuen Stadtmuseum Aachen, 29. August 2015 bis 25. Oktober 2015[7]
- in der Hauptgeschäftsstelle der Sparkasse Bochum, Bochum, bis 21. Oktober 2016[3]
- im Lichthof der Neuen Universität, Sanderring 2, Würzburg, 19. Juni bis 18. August 2017[8]
- 2019 im Dokumentations- und Kulturzentrum Deutscher Sinti und Roma